# Ой (село)
Ой — село в Хангаласского улусе Республики Саха (Якутия) России. Административный центр и единственный населённый пункт Немюгинского наслега.

## География
Село находится на расстоянии 7 километрах от Покровска, административного центра улуса.

## Население
| 1989  | 2002  | 2010  | 2012  | 2013  | 2014  | 2015  |
| ----- | ----- | ----- | ----- | ----- | ----- | ----- |
| 2000  | ↗2305 | ↘2266 | ↘2197 | ↘2166 | ↗2188 | ↗2202 |
| 2016  | 2017  | 2018  | 2019  | 2020  | 2021  |       |
| ↗2235 | ↗2247 | ↗2293 | ↘2284 | →2284 | ↗2302 |       |

## Улицы
| - ул. Автодорожная, - ул. Адама Скрябина, - пер. Белентяйский, - ул. Братьев Реевых, - ул. Горького, - ул. Кытанах-Кырдал, - ул. Ленина, - ул. Лесная, - пер. Малтаны, - пер. Ноговицына, - ул. Молодёжная, | - ул. Озёрная, - ул. Партизана Петрова, - ул. Победа, - ул. Софьи Сидоровой, - пер. Степана Петрова, - ул. Титтэхская, - ул. Ус-Тиит, - ул. Хангаласская, - ул. Ысыахтыр, - ул. Эргис, - ул. Эркээни. |